# Нанджьо (Окінава)

Нанджьо́ (яп. 南城市, なんじょうし, МФА: [nand͡ʑoː ɕi̥]?) — місто в Японії, в префектурі Окінава.     Отримало статус міста 2006 року. Площа становить 49,77 км². Станом на 1 липня 2012 року населення складало 40 004  осіб, густота населення — 804 осіб/км².     

## Історія
Протягом 1429–1871 років територія майбутнього міста входила до складу Рюкюської держави. 1871 року остання була перетворена на японський автономний уділ Рюкю. 1879 року цей уділ анексувала Японська імперія, яка перетворила його на префектуру Окінава.
Нанджьо отримало статус міста 1 січня 2006 року.